# Aeropuerto Telefunken
Aeropuerto Telefunken va ser un dels primers programes de televisió emesos a Espanya, entre 1958 i 1959 per la cadena pública TVE, amb realització de Pedro Amalio López i guions de José María Palacio.

## Format
Es va tractar d'un pioner entre els formats de programes de varietats, amb entrevistes i actuacions a personalitats del món de l'espectacle. El decorat s'assimilava a la sala d'espera d'un aeroport. Estava patrocinat per la marca de televisors Telefunken.